# آنتوان گراس
آنتوان گراس (انگلیسی: Antoine Grauss؛ زادهٔ ۳ اوت ۱۹۸۴) بازیکن فوتبال اهل فرانسه است.
از باشگاه‌هایی که در آن بازی کرده‌است می‌توان به باشگاه فوتبال کلرمون فوت و باشگاه فوتبال موناکو اشاره کرد.